# Историја Мозамбика
Мозамбик (порт. Moçambique) је земља на југоистоку Африке која се граничи са Јужном Африком, Танзанијом, Малавијем, Замбијом и Зимбабвеом. Чланица је Заједнице земаља португалског језика и Комонвелта. Главни град је Мапуто који се налази на југу земље.
Мозамбик је био португалска колонија, а касније државна чланица Португалије.
Први насељеници Мозамбика су били ловци и сакупљачи, преци народа Коисани. Између четвртог и петог века Банту народи су се населили, а они су били пољопривредници.
Мозамбик је био колонизован од стране Португалије током 16. и 17. века. Као португалска колонија, Мозамбик је био главни извор робова за европске колоније у Америци. Почетком 20. века Португалци су пребацили управу већег дела Мозамбика на велике приватне компаније, као Мозамбик Компанија, Замбези Компанија и Њаса Компанија, које су контролисали и финансирали Британци, који су повезали Мозамбик железницом са околним земљама.

## Пре-колонијална историја
Јулио Меркадер, са Универзитета Калагари пронашао је код језера Малави у Мозамбику камене алате старе неколико стотина година, као и долазе да су људи у то време користили житарце, воће и поврће у својој исхрани.
Први становници данашњег Мозамбика били су ловци и сакупљачи плодова, народ Бушмани, предаци Косјанаца. Између 1. и 5. века на подручју Мозамбика појавили су се говорници банту језика који су мигрирали са северне стране, из долине реке Замбези, а затим постепено насељавали приобалне области. Банту фармери били претежно су били сточари.
Када је Васко де Гама кренуо у истраживање Португалије, стигао је до обала Мозамбика, 1498. године. Дуж обале постојали су арапски трговачка насеља током неколико векова, а политичка контрола обале била је у рукама локалних султана. Муслимани су већ дуже време живели у овм подручј, а већина локалног становништва прохватила је ислам. Регион се налазио на најјужнијем делу традиционалног трговачког света који је обухватао Црвено море, арапске и индијске обале.

## Португалски Мозамбик (1498—1975)
Од око 1500. године, Португалци су преузели трговачка места, изградили тврђаве дуж Мозамбика и отерали арапске трговце. Након путовања Васка де Гаме око Рта Добре наде, Португалци су преузели сву трговину и политику, као и контролу над друштвом у региону. Португалци су стекли потпуни контролу над острвом Мозамбик и лучким градом Софала, почетком 16. века, а до 1630. године мале групе португалских трговаца које су тражиле злато доспеле су и до средишњих делова земље, где су успоставили трговачке положаје у Сени и у граду Тете на реци Замбези, где су покушали да преузму контролу над трговином злата.
Током овог периода владало је ропство, а људе су куповали и продавали афрички племенски шефови, арапски трговци, као и португалски и други европски трговци. Многи робови са Мозамбика били су продавани за борбу у ратовима.
Иако је португалски утицај постепено проширен, њихова моћ је ограничена, а остваривана је кроз индивидуалне насељенике и званичнике који су били добростојећи или владали одређеним деловима земље. Португалци су преузели трговинске послове од муслимана дуж обале Мозамбика, али су муслимани запленили кључне португалске бродове у данашњој Кенији 1698. године. Као резултат тога, инвестиције су се смањиле, а Лисабон се посветио трговини са Индијом и колонизацијом Бразила.
Током ратова, Мазруи и омански Арапи преузели су трговину дуж Индијског океана и присилили Португалце да се повуку на југ. Током 19. века, многе европске силе су се све више укључивале у трговину и политику региона око португалских источноафричких територија.
До почетка 20. века, Португалци су премештали администрацију већег дела Мозамбика, а у држави су почеке да се развијају компаније контролисане углавном од стране Британаца, који су успоставили и железничке линије.
Иако је ропство укинуто током 19. века у Мозамбику, британске компаније донеле су политику принудне радне, која је радила на плантажама и у рудницима, у Мозамбику и другим британским колонијама. Компаниза Замбези била је најпрофитабилнија компанија, преузела је неколико мањих компанија и имала своје војне испоставе ради заштите имовине.
Друге компаније градиле су путеве и луке, како би своје производе довеле на тржиште, укључујући и железничку станицу.

## Рат за независност Мозамбика (1964–1974)
Рат у Мозамбику трајао је паралелно с ратовима за ослобођење у Анголи и Гвинеји Бисао. Иако су се Португалци искрцали на обале данашњег Мозамбика још у 15. веку, тек су у другој половини 19. века почели да организују чврсту колонијалну владавину. Колонијална војска је до 1895. године поразила последњу домородачку државну творевину на подручју Мозамбика, краљевство Газа. Раст антиколонијалног покрета након Другог светског рата и насилнички однос колонијалних власти према домородцима узроковали су све већи раст национализма и антиколонијалне свести.
Већина домородачког становништва била је необразована и живела у беди и сиромашству за разлику од богате мањине колонијалиста. У таквим су условима успели да сачувају своју традицију и обичаје, те су на португалску културу гледали као страно тело у својој земљи.
Политички дисиденти који су се залагали за независност Мозабика били су протеривани из колоније. Португалска влада је присиљавала мозамбичке пољопривреднике и земљораднике да узгајају пиринач и памук за извоз, док је њима остајала веома малена зарада. Већина осталих радника, њих 250.000 до 1960, послани су на рад у руднике дијаманата или злата. До 1950, само 4.353 становника Мозамбика од 5.733.000 имало је право гласања на изборима. Јаз између Португалаца и домородаца показивала је чињеница ниског броја мешаних бракова. До 1960. године, живело је само 31.465 местика од укупно 8-10 милиона становника Мозамбика.
Након пропасти преговора с колонијалним властима, ФРЕЛИМО је 25. септембра 1964. покренуо прве герилске нападе на север Мозамбика из својих база у Танзанији. Борци ФРЕЛИМО-а су у својим нападима имали велику помоћ и подршку домородачког становништва. ФРЕЛИМО је на почетку рата имао око 7.000 бораца. Португалци су 1964. имали 8.000, а до 1967. године 24.000 војника ангажованих против герилаца.
У последњем периоду рата (1970—1974), ФРЕЛИМО је појачао учесталост герилских напада и покренуо убрбани тероризам, односно ширење герилске борбе у градове. Такође је све више португалских војника страдавало од противпешадијских мина, што је стварало параноју међу њиховим редовима.
Португалска војска је 10. јуна 1970. покренула велику офанзиву против ФРЕЛИМО-а, названу Операција Гордијев чвор, у којој је учествовало 35.000 колонијалних војника. Циљ ове седмомесечне операције био је спречавање пребацивања герилаца из Танзаније и уништење њихових база у тој суседној земљи. Циљ операције је већим делом остварен, јер су португалске трупе успеле да униште већину база ФРЕЛИМО-а на рубним подручјима Танзаније. Генерал Аријага је пријавио да је била уништена 61 герилска база и 165 кампова, те заплењено 40 тона муниције.
Португалска војска је до 1972. променила стратегију и по узору на Американце у Вијетнамском рату почела да шаље мале ударне групе војника које су уништавале све пред собом. ФРЕЛИМО је у отприлике исто време (9. новембра) лансирао офанзиву на провинцију Тете са учешћем од 8.000 бораца. Португалска војска је одговорила тешким репресалијама против цивилног становништва у нади да ће међу домородцима опасти подршка ФРЕЛИМО-у. Једна од њих био је масакр у селу Виријану 16. децембра 1972, у којем су колонијални војници побили до 400 сељана, већином жене и децу. Јавност је за масакр сазнала у јулу 1973. године.
До почетка седамдесетих година 20. века, све већи део португалске јавности је био против ратова у колонијама. Трошкови ратовања гутали су 44% португалског привредног буџета, иако је просечан раст португалског бруто домаћег производа између 1961. и 1974. био 6%.
Нова португалска влада започела је мировне преговоре с представницима ФРЕЛИМО-а, који су закључени потписивањем мировног споразума у Лусаки 7. септембра 1974. године. На изборима је победио ФРЕЛИМО, а 25. јуна 1975. званично је проглашена независност Мозамбика.

### Независност
Након 10 година рата и повратка Португалије у демократију кроз левичарски војни удар у Лисабону, ФРЕЛИМО је преузео контролу над територијом. У року од годину дана, већина од 250.000 Портуалаца је напустило Мозамбик, а неки су и протерани од стране нове готово независне територије, док је већина напустила државу из страха. Мозамбик је постао независна држава од Португалије, 25. јуна 1975. године. Закон је усвојен на ицицијативу тада релативно непознатог Армандо Гебуза, који је наредио Португалцима да напусте земљу у року од 24 часа.

## Грађански рат у Мозамбику (1977—1992)
Грађански рат у Мозамбику био је сукоб између владајуће партије, Фронт за ослобођење Мозамбика (ФРЕЛИМО), и Мозамбичког националног отпора (РЕНАМО), финансираног од стране Родезије и Јужноафричке Републике.
Након пада Португалске колонијалне владе, суседне земље која су до тада сарађивале с колонијалним властима, а и саме су на власти имале расистичке владе, Родезија и Јужноафричка Република, нашле су се угрожене и окружене марксистичким и левичарским владама у Мозамбику, Анголи и Замбији. С циљем да дестабилизују нове младе државе, владе Родезије и ЈАР-а су финансирале и помагале антимарксистичке герилске покрете у тим земљама (ФНЛА-у и УНИТА-у у Анголи). Пошто у Мозамбику након стицања независности 1975. године није било политичке групације која је пружала отпор РЕНАМО-у, родезијске тајне службе су на својој територији окупиле антимарксистички настројене људе из Мозамбика на челу с Афонсом Длакамамом и помогле им да оснују сопствену организацију РЕНАМО, чији је циљ био да дестабилизује и нанесе штету влади у Мапуту. Сем тога је родезијско помагање РЕНАМО-а био одоговор на стално ФРЕЛИМО-ово помагање герилских ослободилачких покрета ЗАНУ и ЗАПУ у борби против родезијске владе.
Борци РЕНАМО-а су водили герилску борбу против Мозамбика у северним и централним покрајинама у земљи и уживали потпору испрва само Родезије, а касније и Јужноафричке Републике. Њихова стратегија је у основи било саботирање индустрије и инфраструктуре како би се повећала привредна штета. РЕНАМО је посебно присиљавао цивиле на служење њиховим борцима. Вршене су масовне отмице деце која су им служила као војници. Процењује се да су једну трећину бораца РЕНАМО-а чинили малолетници. РЕНАМО је присиљавао цивиле да им производе храну, преносе оружје и муницију, а жене су користили као сексуалне робиње. Међу војницима ФРЕЛИМО-а такође је било случајева силовања и пљачки, иако они нису били уобичајена пракса као код РЕНАМО-а. Ради поређења, злочини почињени од ФРЕЛИМО-а нису били уобичајени и систематски споровођени: избеглице који су давали своје извештаје хумантираним организацијама приписивали су 94% убистава, 94% отмица и 93% случаја пљачкања војсци РЕНАМО-а.
До 1980, јаке упоришне тачке РЕНАМО-а налазиле су се у Родезији (данас Зимбабве), а у једној фази била је кориштена и територија Малавија. Године 1979. расистичка влада Родезије је сишла с власти и 1980. проглашена Република Зимбабве. На власт у Зимбабвеу је дошао Роберт Мугабе и придружио се ФРЕЛИМО-у у борби против РЕНАМО-а. РЕНАМО је упориште задржао још само у Јужноафричкој Републици. ФРЕЛИМО је помоћ примао и у виду војне снаге упућиване из Танзаније, Зимбабвеа, те у касним 1980-има и из Малавија. У већини операција од друге половине 1980-их војска Зимбабвеа одиграла је велику улогу.
Године 1984, Јужноафричка Република је формално одлучила да престане подржавати РЕНАМО у замену за укидање база Афричког националног конгреса у Мозамбику и омогућавање трговинских повластица (Нкомати споразум), али су обе владе и даље потајне наставиле са старим активностима. Дана 19. октобра 1986, у авионској несрећи на теритроији ЈАР-а, погинуо је председник Мозамбика, Самора Машел, јер је авион примао криве радиопоруке из станице.
Дана 4. октобра 1992. године, у Риму је потписан мировни споразум између Чисана и Длакаме чиме је званично био окончан грађански рат у Мозамику. У наредне две године је под надзором мисије ОУН-а завршен процес транзиције на демократски систем.
Укупно је у рату на свим странама страдало милион људи, а пет милиона становника (од тадашњих 15 милиона становника у Мозамбику) је због ратних дејстава било расељено.

## Демократска ера (1994—)
Избори у Мозамбику одржани су 1994. године, а већина странака су их прихватиле као слободне и поштене, док су их још увек оспоравали многи држављани и страни посматрачи. ФРЕЛИМО је под Жоаким Чисаном победила на изборима, док је РЕНАМО, на челу са Афонсу Длакамом била другопласирана странка.
Године 1995. Мозамбик се придружио удружењу независних суверених земања под именом Комонвелт нација. Мозамбик је тада био једина чланица нације која никада није била део Британске империје. До средине 1995. године, више од 1,7 милиона избеглица која су тражиле азил у суседним земљама вратило се у Мозамбик, као и додатних четири милиона лица која су била интерно расељена.
У децембру 1999. године, одржани су други избори у земљи, још од грађанског рата. Изборе је поново освојила ФРЕЛИМО странка, који је РЕНАМО странка оптужила за превару и претила поновним ратом, али је престала са претњама након што је изгубила спор на Врховном суду.
Почетком 2000. године, циклон који је погодио подручје Мозамбика, изазвао је поплаве у земљи, разорио тада лошу инфраструктуру, а у поплавама погинуло је неколико стотина људи.
Нови извори за председника Народне скупштине у земљи одржани су 1. децембра 2004. године. Кандидат ФРЕЛИМО странке био је Армандо Гебуза, који је победио са 64% гласова. Његов противник Афонсо Длакама из РЕНАМО странке освоји је 160 места у парламенту. Коалција РЕНАМО-а и неколико мањих странака освојила је преосталих 90 мандата. Армандо Гебуза је инагурисан као председник Мозамбика, 2. фебруара 2005. године.
Економија је значајно опорављена од грађанског рата, а инвеститори и туристи из Јужне Африке и источне Азије долазили су у земљу. Неколико повратника из Португала такође је инвестирало у Мозамбик, као и неколико италијанских организација. Приход по глави становника утростручио се у односу на период грађанског рата.
Мозамбик је ослобођен од копнених мина 2016. године, након 22. године напора у њиховом уклањању.